# Bergida
Bergida fue una ciudad amurallada o castro cántabro, junto a la que se desarrolló la primera de las principales batallas de las guerras cántabras (año 26 a. C., según la cronología de Eutimio Martino) entre las tropas del Imperio romano y las tribus indígenas cántabras.

## Bergida en los textos clásicos
En los dos principales relatos de las fuentes clásicas sobre las guerras cántabras que han llegado a nuestros días (los de L. Anneo Floro y P. Orosio) se cita esta batalla, aunque con significativas diferencias. Así en el relato de Floro se establece que "primeramente se luchó contra los cántabros bajo las murallas de Bergida" ("Primum adversus Cantabros sub moenibus Bergidae proeliatum"). En el relato de Orosio se establece que "entonces, al fin, los cántabros, habiendo trabado gran combate bajo las murallas de Attica, y vencidos..." ("tunc demum Cantabri sub moenibus Atticae maximo congressi bello et victi...). Dada la antigüedad de los textos (siglos I-II el de Floro, siglos IV-V el de Orosio) y la intermediación de copistas es plausible la teoría de un error de copista para explicar la diferencia de nombre para el castro (Bergida-Attica). Otro nombre que aparece para esta batalla en los textos clásicos es "Belgica" (Floro); además, hace cuatro siglos Stadius corrigió este "Belgica" por "Vellica". Se ha sugerido que Vellica y Bergida son la misma ciudad. Esta corrección de Belgica por Vellica abre más dudas sobre la localización exacta de la ciudad, ya que por un lado el geógrafo griego Ptolomeo, en su descripción de Cantabria, menciona una ciudad llamada Vellika. Y por otro, en el Itinerario de barro aparece la estación de Villegia, 18 millas al norte de Amaya y 5 millas al sur de Legio IV:
| [VIA] L(EGIONE) VII GEMINA AD PORTVM       |
| BLE(N)DIVM                                 |
| RHAMA VII MIL(L)IAS                        |
| AMAIA XVIII                                |
| VILLEGIA V                                 |
| LEGIO I[III] V                             |
| O[C]TA[V]IOLCA V                           |
| IVLIOBRIGA X                               |
| ARACILLVM V                                |
| PORTVS BLEN[DIVM]                          |
| [C(aius) LEP(idus) M(arci filius)] II. VIR |

La solución propuesta por diferentes historiadores a lo largo del tiempo difiere. Así para Flórez, Assas, Fernández Guerra, Sojo y Lomba, Vigil y Barbero, el nombre primitivo de Bergida sería Vellica, y tanto la ciudad de las guerras cántabras (o sea, la de Floro y Orosio) como la Vellika de Ptolomeo serían la misma. Para Schulten, el nombre correcto es Bergida, y no tiene nada que ver con la del Itinerario de Barro ni con la Vellika de Ptolomeo. Cabal defiende Belgica como nombre original, identificándola con Bergidum en territorio astur y con la Vellika de Ptolomeo pero no con la Villegia del Itinerario de Barro. Canal y Martino se decantan por la forma Bergida situándola en Valberga. Finalmente González Echegaray identifica Bergida/Bélgica con la Vellika de Ptolomeo.

## Localización
- De acuerdo con la teoría de Eutimio Martino el castro de Bergida lo podríamos localizar en una vega llamada Valberga, en la zona de Riaño (actual León) que por aquella época estaría en territorio cántabro, cercano al límite con el territorio astur. En su obra Roma Contra Cántabros y Astures Eutimio Martino asegura que el topónimo Valberga procede del latino Valle de Bérgida, y que está documentado en los siglos XVI, XVII y XVIII, así como en textos de la Alta y la Baja Edad Media.[7]
- Otra hipotética localización para este castro es la región de El Bierzo, identificándolo con Castro Ventosa. Esta hipótesis sacaría la acción de la Cantabria prerromana y la llevaría a zona astur.
- Además Joaquín González Echegaray da como alternativa la llanada de Mave, junto al Pisuerga, en Palencia (dentro de la Cantabria histórica).[8]
- También el Castro de Monte Bernorio, en el municipio de Pomar de Valdivia (Palencia) ha sido identificado con Bergida, basándose en su situación y en la localización próxima de los restos de un campamento romano de grandes dimensiones, así como la aparición de numerosos proyectiles de artillería romana en el mismo.[9]